# Орапа
Орапа (англ. Orapa) — город на востоке Ботсваны, на территории Центрального округа.

## Общая информация
Расположен в центральной части округа. Крупный центр по добыче алмазов. В городе имеется небольшой аэропорт, обслуживаемый алмазодобывающей компанией De Beers. При аэропорте имеется клуб планеризма. С целью защиты алмазодобывающей промышленности, город был обнесён забором, а его посещение возможно только по пропускам.
В Орапа имеется довольно хорошо развитая инфраструктура, включающая клиники, больницы, рестораны, спортивные клубы и другие объекты, строительство которых также финансируется компанией De Beers. В городе имеется 4 школы, в одной из которых преподавание ведётся на английском языке.

## Население
По данным переписи 2011 года население города составляет 9544 человека.
Динамика численности населения города по годам:
| 1981 | 1991 | 2001 | 2011 | 2013 |
| ---- | ---- | ---- | ---- | ---- |
| 5229 | 8827 | 9151 | 9544 | 9575 |